# Nuno Garoupa
Nuno Garoupa (Lisboa, 18 de Maio de 1970) é um economista português e professor de Direito e lidera as pesquisas ("Associate Dean for Research") na faculdade Antonin Scalia School of Law, da Universidade George Mason (desde agosto de 2018), nos Estados Unidos da América. É igualmente titular da cadeira de pesquisa da inovação, na Católica Global Law School, da Universidade Católica Portuguesa (desde 2015)
É presidente da European Association of Law & Economics.
Foi presidente do Conselho de Administração da Fundação Francisco Manuel dos Santos entre 2014 e 2016 e é membro do seu Conselho de Curadores desde 2018.
É também membro do Conselho Consultivo externo do Centro de Investigação & Desenvolvimento sobre Direito e Sociedade (CEDIS), da Faculdade de Direito da Universidade Nova de Lisboa.
Foi co-editor da Revista de Direito e Economia (2004-2010) e da Revista Internacional de Direito e Economia (2012-2020).
Encabeçou a lista do partido Iniciativa Liberal (IL) nas Eleições legislativas portuguesas de 2022 para o círculo fora da Europa

## Biografia
Licenciou-se em Economia pela Universidade Nova de Lisboa. Depois tirou o mestrado em Economia e em Direito (LL.M.) pela Universidade de Londres e doutor em Economia pela Universidade de York, no Reino Unido.
Foi professor na Universidade do Texas A&M (2015-2018), na Universidade de Illinois (2007-2015), na Universidade Nova de Lisboa (2001-2007) e na Universidade Pompeu Fabra de Barcelona (1998-2001).
Assumiu funções no Conselho Executivo da «American Society for Comparative Law» (2021-2023), depois de ter presidido a Associação Espanhola de Direito e Economia (2017-2021).
Recebeu o prémio Julián Marías, pelo governo da Comunidade Autónoma de Madrid, em 2010.

## Obras
É autor de mais de 200 artigos científicos publicados em revistas internacionais de Direito e de Economia e de vários livros sobre sistemas jurídicos e políticos.
- «O Governo da Justiça», edição FFMS e Relógio d'Água (2011)[15]
- «40 Anos de Políticas de Justiça em Portugal», coautoria, Edições Almedina (2017)[16]
- «A Direita Portuguesa: Da Frustração à Decomposição.», Ego Editora (2018)[17]
- «Curso de Análise Econômica do Direito», coautoria, Editora Atlas (2020)[18]
- «Virar a Página», Ego Editora (2021)[19]